# Un monde de différence
Un monde de différence (anglais : Stuck Rubber Baby) est une bande dessinée de Howard Cruse publiée en 1995 aux États-Unis. Le titre anglais, « Le type à la capote collée », est abandonné au profit de Un monde de différence par le traducteur, Jean-Paul Jennequin, pour la parution chez Vertige Graphic en 2001. L'album reçoit Prix Eisner du meilleur album en 1996 et le Prix de la critique lors du Festival d'Angoulême en 2002. Le titre d'origine est rétabli dans la réédition de l'album par Casterman (2021), qui conserve sa traduction par Jean-Paul Jennequin mais est re-lettré par le typographe Jean-François Rey, et augmenté d'une préface inédite par Alison Bechdel et un dossier documentaire d'une vingtaine de pages.
Les thèmes principaux sont le racisme et la ségrégation des Noirs aux États-Unis dans les années 1950 et 1960. Le narrateur et personnage principal, Toland Polk, vit ainsi à Clayfield, une ville imaginaire d'un État du Sud des États-Unis, traditionaliste et opposée au mouvement des Droits civiques. Jeune homme blanc, Toland baigne dans le racisme ordinaire, dans un quotidien de lynchages et de violences envers les Noirs. C'est par le biais des liens entre des personnes qu'il sera amené à prendre conscience des injustices qu'ils subissent.
L'autre thème important est la découverte de l'homosexualité et l'expérience de l'homophobie. Orphelin, Toland vit chez sa sœur Melanie et son beau-frère Orley. Un ami de bowling, Riley, et sa copine Mavis Green, lui présentent leur ami Sammy Noone. Toland combat son homosexualité alors que Sammy s'assume pleinement comme gay. C'est dans une boîte de nuit pour les Noirs, le Melody, cible du Ku Klux Klan, que Toland voit pour la première fois des hommes danser entre eux. C'est là aussi qu'il rencontre Ginger, une jeune fille engagée pour les droits des Noirs.
Le dessin, en noir et blanc, est minutieux, rehaussé au pinceau et ombré à l'aide de pointillés et de croisillons. Les mentons sont forts, le trait est arrondi. Les cases se resserrent souvent sur des personnages coupés ou des scènes fourmillant de détails. Les récitatifs sont très présents.
Ce comic s'inspire d'anecdotes et de drames réels, et entend transmettre l'histoire des luttes contre la ségrégation, et promouvoir l'acceptation des homosexuels.